# Balfart
Balfart (Latijn: Balfardum) was een herendienst in het feodale graafschap Vlaanderen die erin bestond dat de inwoners konden worden opgeroepen om de muren en slotgrachten van verdedigingswerken te onderhouden. Deze uit de horigheid stammende corvee hield verband met het grafelijke monopolie op het oprichten van versterkingen. Tegen de 13e eeuw was de balfart omgezet naar een belasting. Analoge rechtsfiguren bestonden elders in Europa.
Het woord, afgeleid van het Nederfrankische *balward, ligt etymologisch aan de basis van de termen bolwerk, boulevard en belfort. 